# Luis M. Farías
Luis M. Farías (Monterrey, Nuevo León; 7 de junio de 1920-Cuautla, Morelos; 3 de abril de 1999) fue un locutor, historiador, abogado y político mexicano, miembro del PRI. Se desempeñó como gobernador de Nuevo León de 1971 a 1973 y como presidente municipal de Monterrey de 1986 a 1988; asimismo, llegó ejercer como senador y diputado federal en tres ocasiones, donde ejerció como presidente de la Cámara de Diputados.  
En su honor está nombrada la Medalla Luis M. Farías de la Asociación Nacional de Locutores de México.

## Biografía
Luis Marcelino Farías y Martínez nació en Monterrey el 7 de junio de 1920, siendo hijo de José F. Farías (hijo de Andrés Farías) y Benedicta Martínez.
Realizó sus primeros estudios en el Colegio Franco-Mexicano de Monterrey, y más tarde en Eagle Pass (Texas), y Torreón (Coahuila). Estudió en la Escuela Nacional Preparatoria de la Ciudad de México, más tarde ingresando a la Universidad Nacional Autónoma de México, donde egresó como abogado de la Facultad de Derecho, recibiendo mención especial por su tesis en derecho constitucional.
Contrajo matrimonio en la Ciudad de México, el 8 de febrero de 1947, con María Emilia Mackey Velázquez, hija de Antonio Mackey y de Ana María Velázquez, originaria de Pachuca, Hidalgo. La pareja procreó nueve hijos.  
A los diecisiete años era ya locutor de la XEBZ (1937), pasando más tarde a Radio Universidad (1939-1941) y de ahí a la XEW, donde destacó como conductor del programa Los Catedráticos, así como por la transmisión musical especial del Ciro's durante la Segunda Guerra Mundial. A la vez, fue elegido miembro del Consejo Universitario (1940-1942), y presidente de la Federación Estudiantil Universitaria (1941-1942). Durante ese periodo fue parte de la organización juvenil del PRUM-Partido Revolucionario de la Unificación Nacional que postulaba la candidatura presidencial de Juan Andreu Almazán frente a Manuel Ávila Camacho.  
Durante su paso por la XEW fungió como secretario de trabajo y conflictos del Sindicato de Artistas y Empleados de la radiodifusora (1943-1945), y más tarde como secretario general del sindicato (1945-1956). Entre 1951 y 1955 vivía parcialmente en Nueva York, donde realizaba doblajes al español para películas de la Metro-Goldwyn-Mayer, entre los que destacan María Antonieta (1938), El Hombre y la Bestia (1941), La Séptima Cruz (1944), Sin Amor (1945), entre otras. En 1952 se incorporó a Canal 2 Televisión, siendo elegido primer secretario general del Sindicato de Trabajadores de Televicentro (1952-1956), además de destacar como fundador y presidente de la Asociación Nacional de Locutores de México, así como de la Asociación Interamericana de Locutores de América (1952-1956), siendo también elegido presidente del Centro Neoleonés de México A.C. 
Tras su paso por la oposición, se afilió al PRI en 1951, siendo elegido diputado federal por el XVI Distrito Electoral Federal del Distrito Federal a la XLIII Legislatura de 1955 a 1958, sobresaliendo en las comisiones de bellas artes, estudios legislativos y radio y televisión. De 1958 a 1964 fue director general de Información de la Secretaría de Gobernación durante el gobierno del presidente Adolfo López Mateos, siendo nombrado, además presidente del Consejo Nacional de la Radio y Televisión, cargo que ocupó de 1960 a 1964. 
De 1964 a 1967 fue oficial mayor del Departamento de Turismo durante el gobierno del presidente Gustavo Díaz Ordaz, y ese último año fue elegido nuevamente diputado federal, esta vez por el II Distrito Electoral Federal de Nuevo León a la XLVII Legislatura, durante este periodo ejerció la presidencia de la Cámara de Diputados. En 1969 fue presidente de la 9º Reunión Interparlamentaria México-Estados Unidos celebrada en Aguascalientes.
En 1970 fue elegido senador por el estado de Nuevo León para el periodo que culminó en 1976, sin embargo, solo lo ejerció hasta 1971 pues fue designado como gobernador del estado de Nuevo León por parte del congreso del mismo estado desde ese año hasta 1973 a causa de la renuncia del entonces gobernador Eduardo A. Elizondo Lozano, a raíz del conflicto que vivía la Universidad Autónoma de Nuevo León. Pese a su resistencia inicial (debido a sus intenciones a ser electo para el periodo constitucional en 1973), finalmente aceptó. Durante su gubernatura, mandó construir el complejo vial de Gonzalitos-Constitución-Morones Prieto, así como el de Madero-Colón, ampliando dicha avenida. Asimismo, reformó la legislación en materia de readaptación de presos y creó Fomerrey para otorgar terrenos a personas en situación de precariedad. Asimismo, ocupó la presidencia del patronato de la Universidad Autónoma de Nuevo León (1971-1973).
Al finalizar su mandato, regresó al senado de la República, asistiendo a la Reunión Interparlamentaria Mundial celebrada en Tokio (1974), así como a la de Londres (1975) en calidad de vicepresidente, y como presidente de la Asamblea Parlamentaria celebrada en México (1976).
En 1979 fue elegido diputado federal por tercera ocasión, por el VI Distrito Electoral Federal de Nuevo León para la LI Legislatura, durante este periodo fue líder de la mayoría priista en la Cámara, presidente de la Cámara de Diputados, respondiendo al 5o. Informe de Gobierno del presidente José López Portillo el 1 de septiembre de 1981. Presidió la Gran Comisión de la Cámara de Diputados que llevó a cabo la reforma histórica que permitió el pluralismo democrático y sacó de la cárcel a los presos políticos.
En 1985 fue elegido presidente municipal de Monterrey, Nuevo León, ejerciendo el periodo hasta 1988.
Pasó sus últimos años en Austin (Texas) estudiando historia, desde donde hizo una importante investigación archivística sobre las reformas americanistas del conde de Aranda.
Murió el 3 de abril de 1999, en Cuautla, Morelos, siendo enterrado en el Panteón Español de la Ciudad de México.

## Obras
- Reformas Constitucionales En Materia de Amparo
- El Sentido de la Revolución
- El Amparo, Equilibrio Entre el Poder y el Ciudadano
- Así Lo Recuerdo (1991)
- La América de Aranda (editada por su hijo Luis Farías Mackey en 1997).

## Distincciones
- oficial de la Orden de la Legión de Honor (Francia).[5]
- gran cruz de primera clase de la Orden del Mérito (Alemania).[6]
- Orden del Quetzal (Guatemala).
- Orden Nacional José Matías Delgado (El Salvador).
- Orden de Morazán (Honduras).
- Orden de Rubén Darío (Nicaragua).[7]
- Presea al Mérito Cívico (estado de Nuevo León).
- Presea Diego de Montemayor (ayuntamiento de Monterrey).

## Legado
- Medalla Luis M. Farías otorgada por la Asociación Nacional de Locutores de México.[8]
- Calle Lic. Luis M. Farías en la ciudad de Monterrey.